# Within Temptation/Diskografie
Diese Diskografie ist eine Übersicht über die musikalischen Werke der niederländischen Symphonic-Metal-Band Within Temptation. Den Quellenangaben und Schallplattenauszeichnungen zufolge hat sie bisher mehr als 1,3 Millionen Tonträger verkauft, davon alleine in ihrer Heimat über 240.000. Ihre erfolgreichste Veröffentlichung ist das dritte Studioalbum The Silent Force mit über 650.000 verkauften Einheiten.

## Alben

### Studioalben
| Jahr | Titel Musiklabel                          | Höchstplatzierung, Gesamtwochen, AuszeichnungChartplatzierungen (Jahr, Titel, Musiklabel, Platzierungen, Wochen, Auszeichnungen, Anmerkungen) | Höchstplatzierung, Gesamtwochen, AuszeichnungChartplatzierungen (Jahr, Titel, Musiklabel, Platzierungen, Wochen, Auszeichnungen, Anmerkungen) | Höchstplatzierung, Gesamtwochen, AuszeichnungChartplatzierungen (Jahr, Titel, Musiklabel, Platzierungen, Wochen, Auszeichnungen, Anmerkungen) | Höchstplatzierung, Gesamtwochen, AuszeichnungChartplatzierungen (Jahr, Titel, Musiklabel, Platzierungen, Wochen, Auszeichnungen, Anmerkungen) | Höchstplatzierung, Gesamtwochen, AuszeichnungChartplatzierungen (Jahr, Titel, Musiklabel, Platzierungen, Wochen, Auszeichnungen, Anmerkungen) | Höchstplatzierung, Gesamtwochen, AuszeichnungChartplatzierungen (Jahr, Titel, Musiklabel, Platzierungen, Wochen, Auszeichnungen, Anmerkungen) | Anmerkungen                                                 |
| Jahr | Titel Musiklabel                          | DE | AT | CH | UK | US | NL | Anmerkungen                                                 |
| ---- | ----------------------------------------- | --- | --- | --- | --- | --- | --- | ----------------------------------------------------------- |
| 1997 | Enter DSFA Records (Intercord)            | — | — | — | — | — | NL32 (20 Wo.)NL | Erstveröffentlichung: 7. April 1997                         |
| 2000 | Mother Earth DSFA Records (WMG)           | DE7 Gold · (41 Wo.)DE | AT30 (6 Wo.)AT | CH70 (2 Wo.)CH | — | — | NL3 Platin (Zomba Records) + Platin (Sony Music) · (57 Wo.)NL                                                                                 | Erstveröffentlichung: 2. Dezember 2000 Verkäufe: + 295.000  |
| 2004 | The Silent Force Gun Records (BMG)        | DE5 Platin · (32 Wo.)DE | AT12 (15 Wo.)AT | CH22 (8 Wo.)CH | UK— SilberUK | — | NL1 Platin · (56 Wo.)NL | Erstveröffentlichung: 15. November 2004 Verkäufe: + 650.000 |
| 2007 | The Heart of Everything Gun Records (BMG) | DE5 Gold · (18 Wo.)DE | AT12 (10 Wo.)AT | CH8 (11 Wo.)CH | UK38 Silber · (2 Wo.)UK | US106 (3 Wo.)US | NL1 Gold · (52 Wo.)NL | Erstveröffentlichung: 9. März 2007 Verkäufe: + 220.000      |
| 2011 | The Unforgiving Dragnet (Sony)            | DE7 Gold · (18 Wo.)DE | AT7 (6 Wo.)AT | CH9 (12 Wo.)CH | UK23 (2 Wo.)UK | US50 (2 Wo.)US | NL2 (33 Wo.)NL | Erstveröffentlichung: 25. März 2011 Verkäufe: + 125.000     |
| 2013 | The Q-Music Sessions BMG (BMG)            | — | — | — | — | — | — | Erstveröffentlichung: 19. April 2013 Coveralbum             |
| 2014 | Hydra BMG (BMG)                           | DE4 (13 Wo.)DE | AT5 (8 Wo.)AT | CH2 (13 Wo.)CH | UK6 (3 Wo.)UK | US16 (2 Wo.)US | NL1 (21 Wo.)NL | Erstveröffentlichung: 22. Januar 2014                       |
| 2019 | Resist Vertigo Records (UMG)              | DE1 (9 Wo.)DE | AT4 (4 Wo.)AT | CH2 (7 Wo.)CH | UK15 (1 Wo.)UK | US129 (1 Wo.)US | NL2 (5 Wo.)NL | Erstveröffentlichung: 1. Februar 2019                       |
| 2023 | Bleed Out Force Music (Music on CD/Vinyl) | DE5 (4 Wo.)DE | AT8 (2 Wo.)AT | CH4 (4 Wo.)CH | UK69 (1 Wo.)UK | — | NL2 (2 Wo.)NL | Erstveröffentlichung: 20. Oktober 2023                      |

### Livealben
| Jahr | Titel Musiklabel                                                        | Höchstplatzierung, Gesamtwochen, AuszeichnungChartplatzierungen (Jahr, Titel, Musiklabel, Platzierungen, Wochen, Auszeichnungen, Anmerkungen) | Höchstplatzierung, Gesamtwochen, AuszeichnungChartplatzierungen (Jahr, Titel, Musiklabel, Platzierungen, Wochen, Auszeichnungen, Anmerkungen) | Höchstplatzierung, Gesamtwochen, AuszeichnungChartplatzierungen (Jahr, Titel, Musiklabel, Platzierungen, Wochen, Auszeichnungen, Anmerkungen) | Höchstplatzierung, Gesamtwochen, AuszeichnungChartplatzierungen (Jahr, Titel, Musiklabel, Platzierungen, Wochen, Auszeichnungen, Anmerkungen) | Höchstplatzierung, Gesamtwochen, AuszeichnungChartplatzierungen (Jahr, Titel, Musiklabel, Platzierungen, Wochen, Auszeichnungen, Anmerkungen) | Höchstplatzierung, Gesamtwochen, AuszeichnungChartplatzierungen (Jahr, Titel, Musiklabel, Platzierungen, Wochen, Auszeichnungen, Anmerkungen) | Anmerkungen                                                                                    |
| Jahr | Titel Musiklabel                                                        | DE | AT | CH | UK | US | NL | Anmerkungen                                                                                    |
| ---- | ----------------------------------------------------------------------- | --- | --- | --- | --- | --- | --- | ---------------------------------------------------------------------------------------------- |
| 2008 | Black Symphony Gun Records (BMG)                                        | DE17 (10 Wo.)DE | AT36 (6 Wo.)AT | CH25 (5 Wo.)CH | — | — | NL3 Gold · (34 Wo.)NL | Erstveröffentlichung: 19. September 2008 Verkäufe: + 30.000; zusammen mit dem Metropole Orkest |
| 2009 | An Acoustic Night at the Theatre Dragnet (Sony)                         | DE46 (1 Wo.)DE | AT38 (2 Wo.)AT | CH35 (3 Wo.)CH | — | — | NL4 (11 Wo.)NL | Erstveröffentlichung: 30. Oktober 2009                                                         |
| 2014 | Let Us Burn – Elements & Hydra Live in Concert BMG (BMG)                | DE26 (1 Wo.)DE | AT75 (1 Wo.)AT | — | — | — | NL5 (14 Wo.)NL | Erstveröffentlichung: 14. November 2014                                                        |
| 2023 | The Silent Force Tour Force Music (Music on CD/Vinyl)                   | — | — | — | — | — | NL66 (1 Wo.)NL | Erstveröffentlichung: 28. April 2023                                                           |
| 2023 | Mother Earth Tour Force Music (Music on CD/Vinyl)                       | — | — | — | — | — | NL79 (1 Wo.)NL | Erstveröffentlichung: 28. April 2023                                                           |
| 2024 | Worlds Collide Tour – Live in Amsterdam Force Music (Music on CD/Vinyl) | DE25 (1 Wo.)DE | — | CH80 (1 Wo.)CH | — | — | NL13 (1 Wo.)NL | Erstveröffentlichung: 21. Juni 2024                                                            |

### EPs
| Jahr | Titel Musiklabel                          | Anmerkungen                                         |
| ---- | ----------------------------------------- | --------------------------------------------------- |
| 1998 | The Dance DSFA                            | Erstveröffentlichung: 21. Juni 1998                 |
| 2007 | The Howling Roadrunner                    | Erstveröffentlichung: 1. Mai 2007                   |
| 2011 | Sinéad, the Remixes Armada Music          | Erstveröffentlichung: 17. Oktober 2011              |
| 2014 | And We Run Label: Sony BMG, Nuclear Blast | Erstveröffentlichung: 23. Mai 2014 feat. Xzibit     |
| 2021 | Shed My Skin Force Music Recordings       | Erstveröffentlichung: 25. Juni 2021 feat. annisokay |
| 2022 | The Aftermath Music On Vinyl              | Erstveröffentlichung: 25. November 2022             |

## Singles

### Als Leadmusiker
| Jahr | Titel Album                                | Höchstplatzierung, Gesamtwochen, AuszeichnungChartplatzierungen (Jahr, Titel, Album, Platzierungen, Wochen, Auszeichnungen, Anmerkungen) | Höchstplatzierung, Gesamtwochen, AuszeichnungChartplatzierungen (Jahr, Titel, Album, Platzierungen, Wochen, Auszeichnungen, Anmerkungen) | Höchstplatzierung, Gesamtwochen, AuszeichnungChartplatzierungen (Jahr, Titel, Album, Platzierungen, Wochen, Auszeichnungen, Anmerkungen) | Höchstplatzierung, Gesamtwochen, AuszeichnungChartplatzierungen (Jahr, Titel, Album, Platzierungen, Wochen, Auszeichnungen, Anmerkungen) | Höchstplatzierung, Gesamtwochen, AuszeichnungChartplatzierungen (Jahr, Titel, Album, Platzierungen, Wochen, Auszeichnungen, Anmerkungen) | Höchstplatzierung, Gesamtwochen, AuszeichnungChartplatzierungen (Jahr, Titel, Album, Platzierungen, Wochen, Auszeichnungen, Anmerkungen) | Anmerkungen |
| Jahr | Titel Album                                | DE | AT | CH | UK | US | NL | Anmerkungen |
| ---- | ------------------------------------------ | --- | --- | --- | --- | --- | --- | --- |
| 1997 | Restless Enter                             | — | — | — | — | — | — | Erstveröffentlichung: 7. April 1997                                                                                           |
| 2001 | Our Farewell Mother Earth                  | — | — | — | — | — | — | Erstveröffentlichung: 22. Januar 2001                                                                                         |
| 2001 | Ice Queen Mother Earth                     | DE21 (21 Wo.)DE | AT53 (6 Wo.)AT | — | — | — | NL4 (16 Wo.)NL | Erstveröffentlichung: 9. Juni 2001 Verkäufe: + 25.000                                                                         |
| 2002 | Mother Earth                               | DE14 (11 Wo.)DE | — | CH81 (1 Wo.)CH | — | — | NL25 (10 Wo.)NL | Erstveröffentlichung: 27. April 2002                                                                                          |
| 2003 | Running Up That Hill –                     | DE13 (9 Wo.)DE | AT37 (7 Wo.)AT | CH83 (3 Wo.)CH | — | — | NL13 (6 Wo.)NL | Erstveröffentlichung: 3. Mai 2003                                                                                             |
| 2004 | Stand My Ground The Silent Force           | DE13 (12 Wo.)DE | AT25 (11 Wo.)AT | CH67 (3 Wo.)CH | — | — | NL4 (9 Wo.)NL | Erstveröffentlichung: 25. Oktober 2004                                                                                        |
| 2005 | Memories The Silent Force                  | DE17 (9 Wo.)DE | AT44 (14 Wo.)AT | CH45 (4 Wo.)CH | — | — | NL11 (7 Wo.)NL | Erstveröffentlichung: 17. Januar 2005                                                                                         |
| 2005 | Angels The Silent Force                    | DE25 (9 Wo.)DE | AT50 (5 Wo.)AT | — | — | — | NL11 (8 Wo.)NL | Erstveröffentlichung: 28. Mai 2005                                                                                            |
| 2007 | What Have You Done The Heart of Everything | DE32 (9 Wo.)DE | AT49 (4 Wo.)AT | CH36 (7 Wo.)CH | — | — | NL7 (10 Wo.)NL | Erstveröffentlichung: 16. Februar 2007 mit Keith Caputo Liveversion: 1. September 2008 mit Metropole Orchestra & Keith Caputo |
| 2007 | Frozen The Heart of Everything             | DE64 (3 Wo.)DE | — | — | — | — | NL28 (4 Wo.)NL | Erstveröffentlichung: 22. Juni 2007                                                                                           |
| 2007 | All I Need The Heart of Everything         | DE78 (2 Wo.)DE | — | — | — | — | NL15 (8 Wo.)NL | Erstveröffentlichung: 9. November 2007                                                                                        |
| 2008 | Forgiven The Heart of Everything           | DE87 (1 Wo.)DE | — | — | — | — | NL9 (7 Wo.)NL | Erstveröffentlichung: 6. September 2008                                                                                       |
| 2009 | Utopia An Acoustic Night at the Theatre    | — | — | CH88 (1 Wo.)CH | — | — | — | Erstveröffentlichung: 24. Oktober 2009 mit Chris Jones                                                                        |
| 2011 | Faster The Unforgiving                     | DE48 (6 Wo.)DE | — | — | — | — | NL19 (6 Wo.)NL | Erstveröffentlichung: 24. Januar 2011                                                                                         |
| 2011 | Sinéad The Unforgiving                     | DE64 (2 Wo.)DE | AT37 (1 Wo.)AT | — | — | — | — | Erstveröffentlichung: 15. Juli 2011                                                                                           |
| 2011 | Shot in the Dark The Unforgiving           | — | — | — | — | — | — | Erstveröffentlichung: 4. November 2011                                                                                        |
| 2012 | Crazy The Q-Music Sessions                 | — | — | — | — | — | — | Erstveröffentlichung: 21. September 2012 Original: Gnarls Barkley (2006)                                                      |
| 2012 | Grenade The Q-Music Sessions               | — | — | — | — | — | — | Erstveröffentlichung: 4. Oktober 2012 Original: Bruno Mars (2010)                                                             |
| 2013 | Paradise (What About Us?) Hydra            | DE81 (1 Wo.)DE | — | CH64 (1 Wo.)CH | — | — | — | Erstveröffentlichung: 27. September 2013 feat. Tarja                                                                          |
| 2013 | Dangerous Hydra                            | — | — | — | — | — | — | Erstveröffentlichung: 20. Dezember 2013 feat. Howard Jones                                                                    |
| 2014 | Whole World Is Watching Hydra              | — | — | — | — | — | — | Erstveröffentlichung: 21. Februar 2014 feat. Dave Pirner                                                                      |
| 2018 | The Reckoning Resist                       | — | — | — | — | — | — | Erstveröffentlichung: 14. September 2018 feat. Jacoby Shaddix                                                                 |
| 2018 | The Reckoning Resist                       | — | — | — | — | — | — | Erstveröffentlichung: 16. November 2018 feat. Anders Fridén                                                                   |
| 2018 | Firelight Resist                           | — | — | — | — | — | — | Erstveröffentlichung: 23. November 2018 feat. Jasper Steverlinck                                                              |
| 2019 | In Vain Resist                             | — | — | — | — | — | — | Erstveröffentlichung: 13. Januar 2019                                                                                         |
| 2019 | Supernova Resist                           | — | — | — | — | — | — | Erstveröffentlichung: 8. Februar 2019                                                                                         |
| 2019 | Mad World Resist                           | — | — | — | — | — | — | Erstveröffentlichung: 14. Juni 2019                                                                                           |
| 2020 | Entertain You Bleed Out                    | — | — | — | — | — | — | Erstveröffentlichung: 8. Mai 2020                                                                                             |
| 2020 | The Purge Bleed Out                        | — | — | — | — | — | — | Erstveröffentlichung: 20. November 2020                                                                                       |
| 2022 | Don’t Pray for Me Bleed Out                | — | — | — | — | — | — | Erstveröffentlichung: 8. Juli 2022                                                                                            |
| 2022 | The Fire Within –                          | — | — | — | — | — | — | Erstveröffentlichung: 9. Dezember 2022                                                                                        |
| 2023 | Wireless Bleed Out                         | — | — | — | — | — | — | Erstveröffentlichung: 19. Mai 2023                                                                                            |
| 2023 | Bleed Out                                  | — | — | — | — | — | — | Erstveröffentlichung: 18. August 2023                                                                                         |

### Als Gastmusiker
| Jahr | Titel Album                                           | Höchstplatzierung, Gesamtwochen, AuszeichnungChartplatzierungen (Jahr, Titel, Album, Platzierungen, Wochen, Auszeichnungen, Anmerkungen) | Höchstplatzierung, Gesamtwochen, AuszeichnungChartplatzierungen (Jahr, Titel, Album, Platzierungen, Wochen, Auszeichnungen, Anmerkungen) | Höchstplatzierung, Gesamtwochen, AuszeichnungChartplatzierungen (Jahr, Titel, Album, Platzierungen, Wochen, Auszeichnungen, Anmerkungen) | Höchstplatzierung, Gesamtwochen, AuszeichnungChartplatzierungen (Jahr, Titel, Album, Platzierungen, Wochen, Auszeichnungen, Anmerkungen) | Höchstplatzierung, Gesamtwochen, AuszeichnungChartplatzierungen (Jahr, Titel, Album, Platzierungen, Wochen, Auszeichnungen, Anmerkungen) | Höchstplatzierung, Gesamtwochen, AuszeichnungChartplatzierungen (Jahr, Titel, Album, Platzierungen, Wochen, Auszeichnungen, Anmerkungen) | Anmerkungen                                                                  |
| Jahr | Titel Album                                           | DE | AT | CH | UK | US | NL | Anmerkungen                                                                  |
| ---- | ----------------------------------------------------- | --- | --- | --- | --- | --- | --- | ---------------------------------------------------------------------------- |
| 2005 | Als je iets kan doen –                                | — | — | — | — | — | NL1 (12 Wo.)NL | Erstveröffentlichung: 1. Januar 2005 als Teil von Artiesten voor Azië        |
| 2025 | Light Can Only Shine in the Darkness Opvs Noir Vol. 1 | — | — | — | — | — | — | Erstveröffentlichung: 23. Juli 2025 Lord of the Lost feat. Within Temptation |

## Videoalben
| Jahr | Titel          | Höchstplatzierung, Gesamtwochen, AuszeichnungChartplatzierungen (Jahr, Titel, Platzierungen, Wochen, Auszeichnungen, Anmerkungen) | Höchstplatzierung, Gesamtwochen, AuszeichnungChartplatzierungen (Jahr, Titel, Platzierungen, Wochen, Auszeichnungen, Anmerkungen) | Höchstplatzierung, Gesamtwochen, AuszeichnungChartplatzierungen (Jahr, Titel, Platzierungen, Wochen, Auszeichnungen, Anmerkungen) | Höchstplatzierung, Gesamtwochen, AuszeichnungChartplatzierungen (Jahr, Titel, Platzierungen, Wochen, Auszeichnungen, Anmerkungen) | Höchstplatzierung, Gesamtwochen, AuszeichnungChartplatzierungen (Jahr, Titel, Platzierungen, Wochen, Auszeichnungen, Anmerkungen) | Höchstplatzierung, Gesamtwochen, AuszeichnungChartplatzierungen (Jahr, Titel, Platzierungen, Wochen, Auszeichnungen, Anmerkungen) | Anmerkungen                |
| Jahr | Titel          | DE | AT | CH | UK | US | NL | Anmerkungen                |
| ---- | -------------- | --- | --- | --- | --- | --- | --- | -------------------------- |
| 2008 | Black Symphony | — | — | — | UK2 (6 Wo.)UK | — | — | Erstveröffentlichung: 2008 |
| 2014 | Let Us Burn    | — | — | — | UK2 (9 Wo.)UK | — | — | Erstveröffentlichung: 2014 |

Weitere Videoalben
- 2002: Mother Earth Tour (Verkäufe: + 30.000; NL: Gold)
- 2003: Mother Earth (Single-DVD)
- 2004: Running Up That Hill (Single-DVD)
- 2004: Stand My Ground (Single-DVD)
- 2005: Angels
- 2005: The Silent Force Tour
- 2005: Memories (Single-DVD)
- 2007: The Heart of Everything
- 2011: The Unforgiving

## Statistik

### Chartauswertung
|                     | DE     | AT     | CH     | UK    | US    | NL     |
| ------------------- | ------ | ------ | ------ | ----- | ----- | ------ |
| Nummer-eins-Alben   | DE1DE  | AT—AT  | CH—CH  | UK—UK | US—US | NL3NL  |
| Top-10-Alben        | DE7DE  | AT4AT  | CH5CH  | UK1UK | US—US | NL10NL |
| Alben in den Charts | DE12DE | AT11AT | CH11CH | UK5UK | US4US | NL13NL |

|                       | DE     | AT    | CH    | UK    | US    | NL     |
| --------------------- | ------ | ----- | ----- | ----- | ----- | ------ |
| Nummer-eins-Singles   | DE—DE  | AT—AT | CH—CH | UK—UK | US—US | NL1NL  |
| Top-10-Singles        | DE—DE  | AT—AT | CH—CH | UK—UK | US—US | NL5NL  |
| Singles in den Charts | DE12DE | AT6AT | CH6CH | UK—UK | US—US | NL11NL |

|                          | DE    | AT    | CH    | UK    | US    | NL    |
| ------------------------ | ----- | ----- | ----- | ----- | ----- | ----- |
| Nummer-eins-Videoalben   | DE—DE | AT—AT | CH—CH | UK—UK | US—US | NL—NL |
| Top-10-Videoalben        | DE—DE | AT—AT | CH—CH | UK2UK | US—US | NL—NL |
| Videoalben in den Charts | DE—DE | AT—AT | CH—CH | UK2UK | US—US | NL—NL |

### Auszeichnungen für Musikverkäufe
| Goldene Schallplatte - Belgien - 2002: für das Album Mother Earth - 2002: für die Single Ice Queen - 2005: für das Album The Silent Force - 2007: für das Album The Heart of Everything - Finnland - 2005: für das Album The Silent Force - Polen - 2011: für das Album The Unforgiving - Portugal - 2006: für das Album The Silent Force | Platin-Schallplatte - Portugal - 2011: für das Album The Unforgiving |

Anmerkung: Auszeichnungen in Ländern aus den Charttabellen bzw. Chartboxen sind in ebendiesen zu finden.
| Land/RegionAuszeichnungen für Musikverkäufe (Land/Region, Auszeichnungen, Verkäufe, Quellen) | Silber     | Gold       | Platin     | Verkäufe | Quellen           |
| -------------------------------------------------------------------------------------------- | ---------- | ---------- | ---------- | -------- | ----------------- |
| Belgien (BRMA)                                                                               | —          | 4× Gold4   | —          | 100.000  | ultratop.be       |
| Deutschland (BVMI)                                                                           | —          | 3× Gold3   | Platin1    | 555.000  | musikindustrie.de |
| Finnland (IFPI)                                                                              | —          | Gold1      | —          | 18.824   | ifpi.fi           |
| Niederlande (NVPI)                                                                           | —          | 3× Gold3   | 3× Platin3 | 285.000  | nvpi.nl           |
| Polen (ZPAV)                                                                                 | —          | Gold1      | —          | 10.000   | olis.pl           |
| Portugal (AFP)                                                                               | —          | Gold1      | Platin1    | 25.000   | Einzelnachweise   |
| Vereinigtes Königreich (BPI)                                                                 | 2× Silber2 | —          | —          | 120.000  | bpi.co.uk         |
| Insgesamt                                                                                    | 2× Silber2 | 13× Gold13 | 5× Platin5 |          |                   |